# Afsluitdijk
Afsluitdijk er et 32 km langt og ca 90 m bredt dæmningsbyggeri (færdiggjort i september 1933) i den nordlige del af Nederlandene, som adskiller Nordsøen fra IJsselmeer, den kunstige indsø som opstod da havbugten Zuiderzee blev adskilt fra Nordsøen.
Allerede i 1891 havde ingeniøren Cornelis Lely fremsat planer om byggeriet, og da han senere blev minister (i 1913), blev planerne medtaget i regeringens arbejdsprogram, og arbejdet kunne igangsættes i 1920. Store dele af arbejdet blev udført af arbejdsløse, som blev sendt dertil. Afsluitdijk udgør en fundamental bestanddel af det større projekt Zuiderzeewerken omkring Zuidersee. Med tiden besluttede man imidlertid ikke at tørlægge Markerwaard, en planlagt kog. Den sidste tørlægning, af Flevoland, blev færdig i 1968 og der befinder sig nu en af Nederlandenes største byer, Almere, som i løbet af nogle årtier voksede fra 0 til omkring 193.000 indbyggere i 2012. Det skyldes, at behovet for jord til byggeri af boliger og arbejdspladser i nærheden af Randstad blev større end behovet for landbrugsjord.
På dæmningstoppen løber en vej (A7/E22), som er af motorvejsstandard på hele strækningen bortset fra ved passagen af dæmningslågerne i begge ender af dæmningen. Med jævne mellemrum må man slippe vand ud af IJselmeer i havet for at kompensere for vandtilførslen fra de floder, som udmunder i den konstige indsø. På grund af, at havoverfladen stiger og at tilførslen af vand fra floderne øges, er der planer om at udbygge dæmningen med et tredje kompleks med nye sluser og dæmningsåbninger.